# Victorine Brocher
Pour les articles homonymes, voir Brocher (homonymie).
Victorine Brocher, née Marie Victorine Malenfant, le 4 septembre 1839 à Paris 9e et morte le 4 novembre 1921 à Lausanne, est une conférencière et journaliste  anarchiste communarde.
Figure emblématique des femmes dans la Commune de Paris, elle est connue pour ses mémoires intitulés Souvenirs d'une morte vivante, détaillant sa participation à la Commune de Paris. Déléguée au Congrès anarchiste de Londres de 1881, elle a contribué à des périodiques anarchistes tout au long de sa vie. Elle a également cofondé et enseigné à l'école internationale de Louise Michel.

## Jeunesse
Née dans une famille républicaine, son père est un franc maçon socialiste, qui a choisi de devenir cordonnier. Deux ans plus tard, ils sont établis à Orléans. Son père fuit, en Belgique, le coup d'État du 2 décembre 1851 de Louis-Napoléon Bonaparte. Elle est élevée par sa mère, ouvrière lingère à Orléans puis à Paris,, dans l'ancien 3e arrondissement et aux rues Transnonain et Saint-Merri. Enfant, elle est spectatrice de la révolution de Février et des journées de Juin.
Elle travaille dans la boutique de son père, recousant les boutons de chaussures de femmes.
Elle épouse, le 13 mai 1861, Jean Charles Rouchy (1835 - circa 1880), ancien cordonnier et soldat de la Garde impériale dans la guerre de Crimée et la campagne d’Italie. Elle est piqueuse de bottines. Ils ont deux enfants, qui meurent tous deux en bas âge, Albert à quatre ans le 7 janvier 1868 d'une maladie de la moelle et Gabriel à quatorze mois le 13 mars 1871, des conséquences des privations du siège de la commune de Paris. Charles Rouchy est alcoolique et bat Victorine.

## Engagement révolutionnaire
Les Rouchy sont membres de l'Association internationale des travailleurs et Victorine est l'une des premières Françaises à l'être,. Elle se lie avec plusieurs futurs communards, comme Léo Frankel, Adolphe Assi ou Auguste Vermorel et œuvre dans l'internationalisme.
En 1867, le couple prend part à la fondation d'une boulangerie coopérative, dans le quartier de la Chapelle, du 18e arrondissement.
Victorine Brocher indique avoir été inspirée par la lecture des Misérables dans les années 1860.

### Les guerres de 1870 et 1871
La France déclare la guerre à la Prusse, en juillet 1870. L'armée française est défaite à Sedan en septembre 1870 et Napoléon III est emprisonné par les Prussiens. Une foule envahit les rues de Paris, le 4 septembre 1870 et, à la fin de la journée, la Troisième République est proclamée par Léon Gambetta. Un Gouvernement de la Défense nationale se forme pour continuer la guerre. Victorine Brocher écrit : 

« Des milliers de poitrines répétaient avec une ardeur et un transport incomparable : « Vive la France ! Vive la République ! ». Ces cris s'élevant de toute part firent un effet magique sur la foule. »

Malgré les espoirs d'une République sociale, c'est une coalition conservatrice de républicains libéraux qui prend le pouvoir, constituée de monarchiste, d'orléanistes, qui souhaitent mettre fin à la guerre et aux troubles sociaux, qui les effraient davantage encore que l'armée prussienne.
Charles Rouchy est fait prisonnier par les Prussiens, en guerre contre la France, le 3 septembre 1870 à Orléans, mais parvient à s'évader. Elle le ramène à Paris, dans le 7e arrondissement, au 44 rue de Lille.
Durant le siège de Paris, elle est cantinière du 17e bataillon et lui retourne au combat, comme franc-tireur de Paris. Il est envoyé sur les fronts de la Loire et de l'Est, avant de rentrer à la fin du mois de février 1871. En son absence, elle vit difficilement, et décrira une grande misère, subissant à la fois un hiver glacial, un rationnement mal organisé et des prix jamais-vus.

### Commune de Paris
Moins d'un mois après, une insurrection conduit à la proclamation de la Commune de Paris, à laquelle participent Victorine et Charles Rouchy. Ils s'engagent tous deux dans le bataillon des Défenseurs de la République, dits turcos de la Commune, comme cantiniers,. Victorine prend part aussi à la défense des remparts. Également ambulancière,, Victorine est notamment active durant la bataille du fort d'Issy, où elle se bat et secourt les blessés.
Dès les débuts elle prend des notes sur le déroulement des évènements. Le 28 mars, elle assiste à la fête de la proclamation de la Commune.

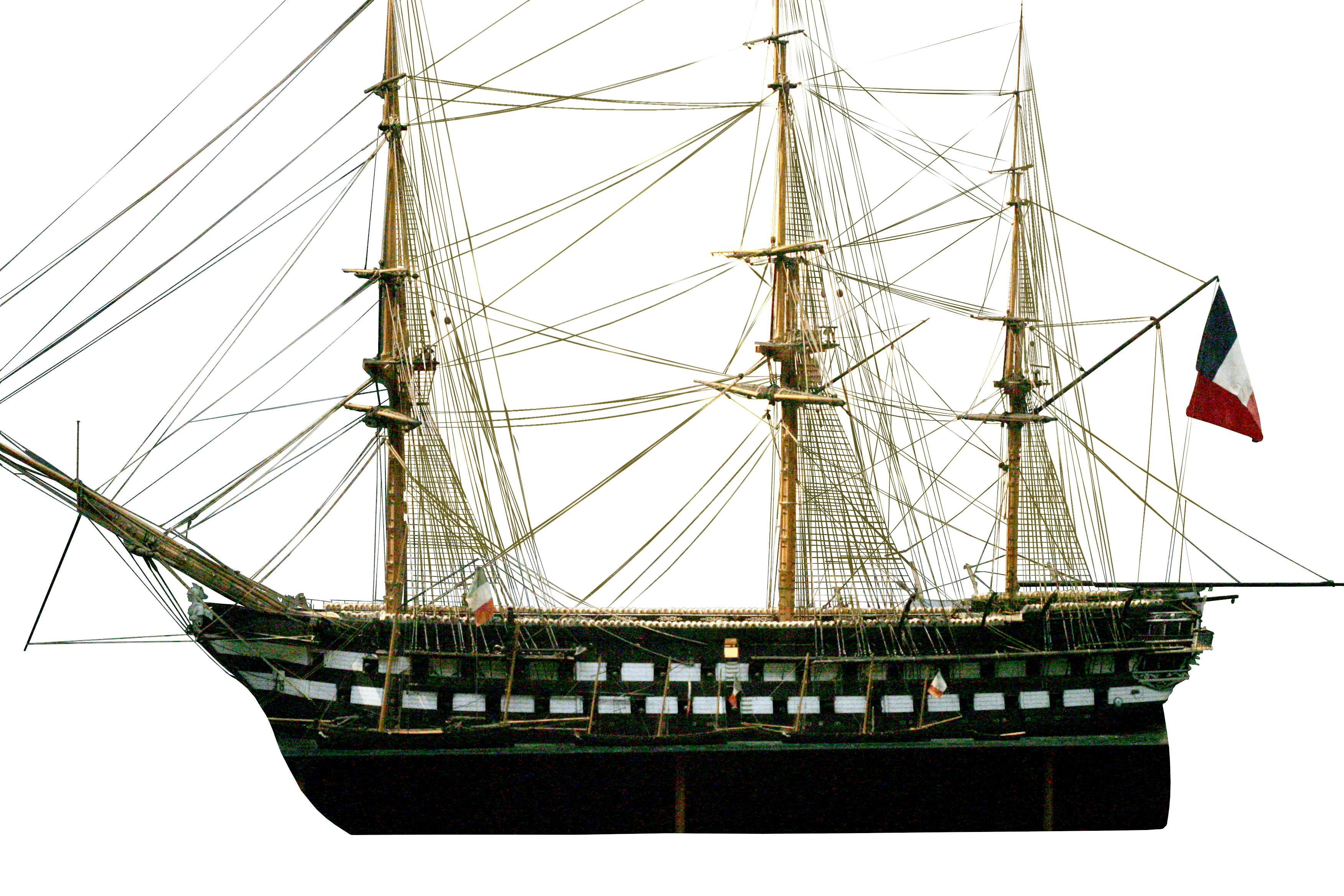
Maquette du Tage, lieu de détention de Charles Rouchy.

Elle est citée pour sa bravoure dans le Journal officiel du 17 mai, : « Le bataillon félicite notre cantinière, la citoyenne Victorine Rouchy, du courage qu'elle a montré en suivant le bataillon au feu, et de l'humanité qu'elle a eu pour les blessés dans les journées des 29 et 30 avril. » Blessé grièvement par une marmite d'eau bouillante, Charles Rouchy ne rejoint son bataillon que vers la mi-mai. Il le retrouve sur le territoire de l'ancienne commune de Passy, où il établit sa cantine dans l'école des Frères.
Défendant une position républicaine, Victorine ne souhaite pas avoir de relations avec les groupes féminins. Le 21 ou 22 mai, elle rencontre Louise Michel qui lui propose de rejoindre le groupe des femmes. Elle refuse par loyauté envers son groupe, et parce que, dit-elle, elle ne connaît pas les groupes féminins et ne les a pas fréquentés.
Le 22 mai, deuxième jour de la reprise de Paris par les forces versaillaises, Charles Rouchy est fait prisonnier dans sa cantine. Il est interné au camp de Satory, à la prison des Chantiers puis sur le Tage, un bateau transformé en prison flottante amarré au port de Cherbourg. Restée jusqu'à la fin des combats, rue Haxo, Victorine est sauvée in extremis par ses camarades, qui sont eux, tous fusillés.

### Fuite à Genève
Durant l’exil des communards, après avoir été dénoncée comme pétroleuse, pour avoir incendié la Cour des comptes, et officiellement fusillée au Mur des Fédérés. Lorsque sa mère l'identifie, par erreur ou peut-être plutôt pour la sauver, parmi les fusillées des Versaillais, elle est considérée comme morte, tandis que son mari reste en prison. En réalité, elle se cache pendant un an, avant de s'enfuir pour Genève, où elle assiste à la Première Internationale.
Installée en Hongrie, comme tutrice, elle retourne, en 1874, avec son mari sorti de prison, à Genève, où elle travaille comme cordonnière et participe à la Fédération jurassienne, rencontrant Paul Brousse, Élisée Reclus et Andrea Costa.

### Amnistie et installation à Paris

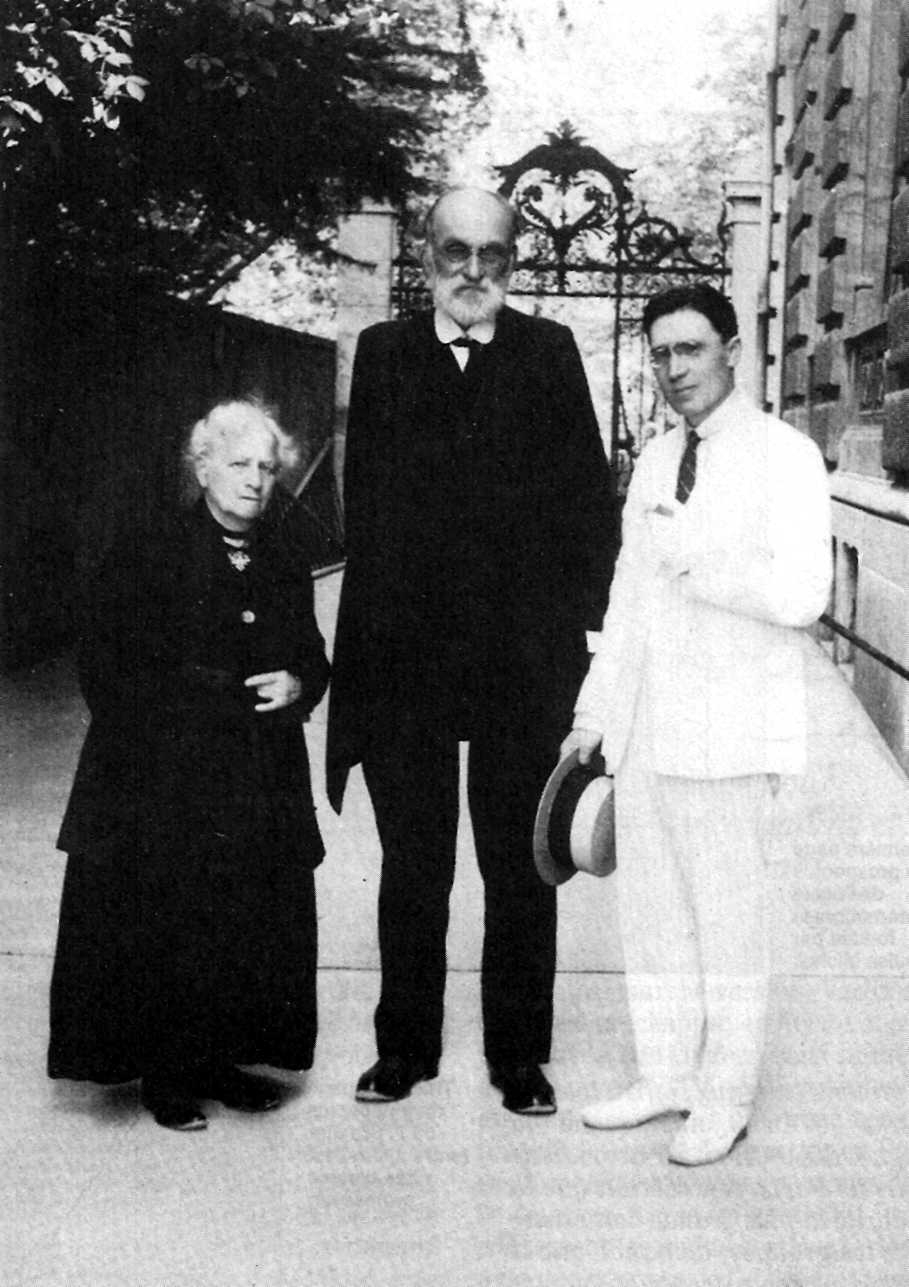
Victorine et Gustave Brocher, son second mari.

Après l’amnistie des communards, elle retourne probablement à Paris et devient déléguée de la ville au Congrès anarchiste de Londres en 1881. Elle y rencontre alors Gustave Brocher. Ils se marient et élèvent plusieurs enfants adoptés. Victorine Brocher écrit pour le journal anarchiste La Révolution sociale durant cette période. En 1883, elle manifeste avec Louise Michel et Émile Pouget à l’hôtel des Invalides. Elle continue d'écrire pour le Cri du Peuple de Jules Vallès, La Lutte et Le Drapeau noir. Après la mort de Jean Rouchy en 1884, elle suit une formation d'infirmière.
Victorine Brocher cofonde l'école internationale de Louise Michel à Londres et y enseigne dès 1886.

### La période de Lausanne
En 1892, Victorine et son second mari emménagent à Lausanne, où ils exploitent une librairie. Ils tiennent également une pension de jeunes, La Clochette, de 1891 à 1912. Elle publie, en 1909, ses mémoires, sous le nom de « Victorine B. », dans lesquelles elle mentionne sa participation à la Commune de Paris. Elle écrit également pour La Libre Fédération entre 1915 et 1919. Le couple vit à Fiume pendant deux ans, où son mari enseigne, et à Levallois-Perret. Lorsque Victorine tombe malade en 1921, ils retournent à Lausanne, où elle meurt à l’hôpital cantonal,,.

## Souvenirs d'une morte vivante

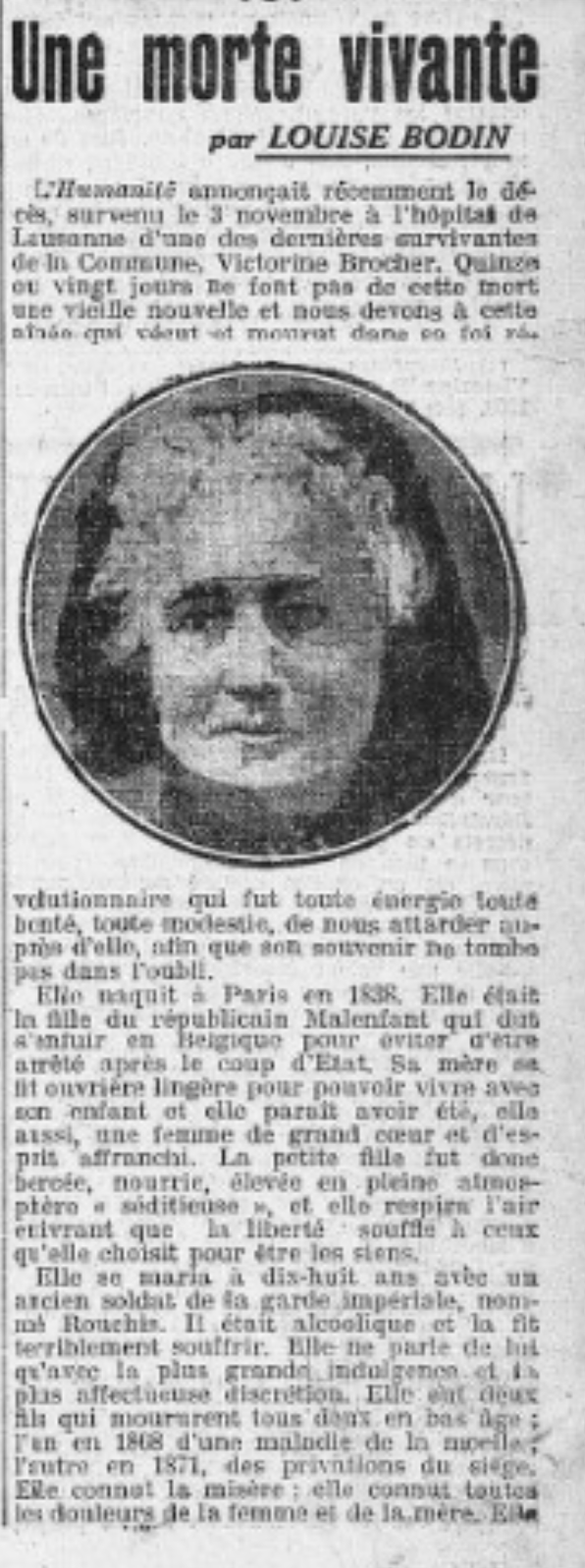
Une morte vivante, nécrologie de Louise Bodin dans l’Humanité du vendredi 25 novembre 1921.

Victorine Brocher a écrit des mémoires intitulés Souvenirs d'une morte vivante en 1909,,. Cherchant une maison d'édition, elle se tourne vers Lucien Descaves, qui avait préfacé Mes cahiers rouges de Maxime Vuillaume et Souvenirs d'un Révolutionnaire de Gustave Lefrançais,.
La correspondance entre Victorine Brocher et Lucien Descaves est archivée dans le fonds Descaves à l'Institut International d'histoire sociale d'Amsterdam. Descaves lui écrit :

« Tout ce que je peux vous dire dès maintenant, c'est qu'il y a très peu de chances pour que vous trouviez un éditeur à Paris. Je ne pourrais vous indiquer que Stock – mais je suis déjà brouillé avec lui. Mieux vaudrait que vous tâchiez d'être éditée à Lausanne ou à Genève. »

Le livre parait d'abord chez les éditeurs anarchistes Armand Lapie à Lausanne et Paul Delesalle à Paris, et réédité en 1976 par Maspero, et en 2002 par La Découverte. Victorine Brocher souhaitant rester anonyme signe avec son prénom suivi de l'initiale du nom de son mari. Sur la couverture du livre figurent quatre dates emblématiques 1848-1851-1870-1871.
Victorine Brocher y décrit les évènements, le retour des vaincus du fort d'Issy le 4 mai 1871, la mort du général Dombrowski, la semaine sanglante, la traque des communards et les souffrances qui leur sont infligés jusqu'à la fin. Elle y indique sa joie lors de l'annonce de l'abdication de Napoléon, et son scepticisme par rapport à la moralité de Léon Gambetta qui, dit-elle, ne comprend pas le peuple, mais s'en sert pour arriver au pouvoir lors de la proclamation de la République française du 4 septembre 1870.
Jean Grave en livre une critique peu élogieuse dans les Temps Nouveaux du 15 juillet 1909, critiquant l'omission des évènements du 22 janvier 1871 et une erreur sur l'explosion de la cartoucherie Rapp. Victorine Brocher lui répond par un article dans le même quotidien le 2 octobre 1909 que l'omission du 22 janvier est due à l'oubli d'une page lors de l'impression du livre, et elle la fait imprimer dans le journal.
Louise Bodin recense également le livre, en 1921, dans l'Humanité, à l'occasion de la mort de Victorine Brocher, en soulignant le fait que le récit, bien qu'empreint, selon elle, de naïveté est l'un des plus poignants sur La Commune, soutenant la comparaison avec Mes cahiers rouges de Maxime Vuillaume.
Ces Souvenirs sont la matière principale du film d'animation télévisé Les Damnés de la Commune de Raphaël Meyssan (Arte, 2021), adapté de son roman graphique éponyme (éditions Delcourt, 2017).

## Publications
- Souvenirs d'une morte vivante : 1848-1851, 1870-1871 (préf. Lucien Descaves), Lausanne, A. Lapie, 1909, 313 p. (BNF 34186224, lire en ligne sur Gallica).
- Souvenirs d'une morte vivante : 1848-1851, 1870-1871 (préf. Lucien Descaves), Paris, Paul Delesalle, 1909, 310 p.
- Souvenirs d'une morte vivante (préf. Lucien Descaves, postface François Maspero), Paris, Éditions Maspero, coll. « La Mémoire du peuple », 1976, 246 p. (ISBN 2-7071-0847-2, BNF 34580555)

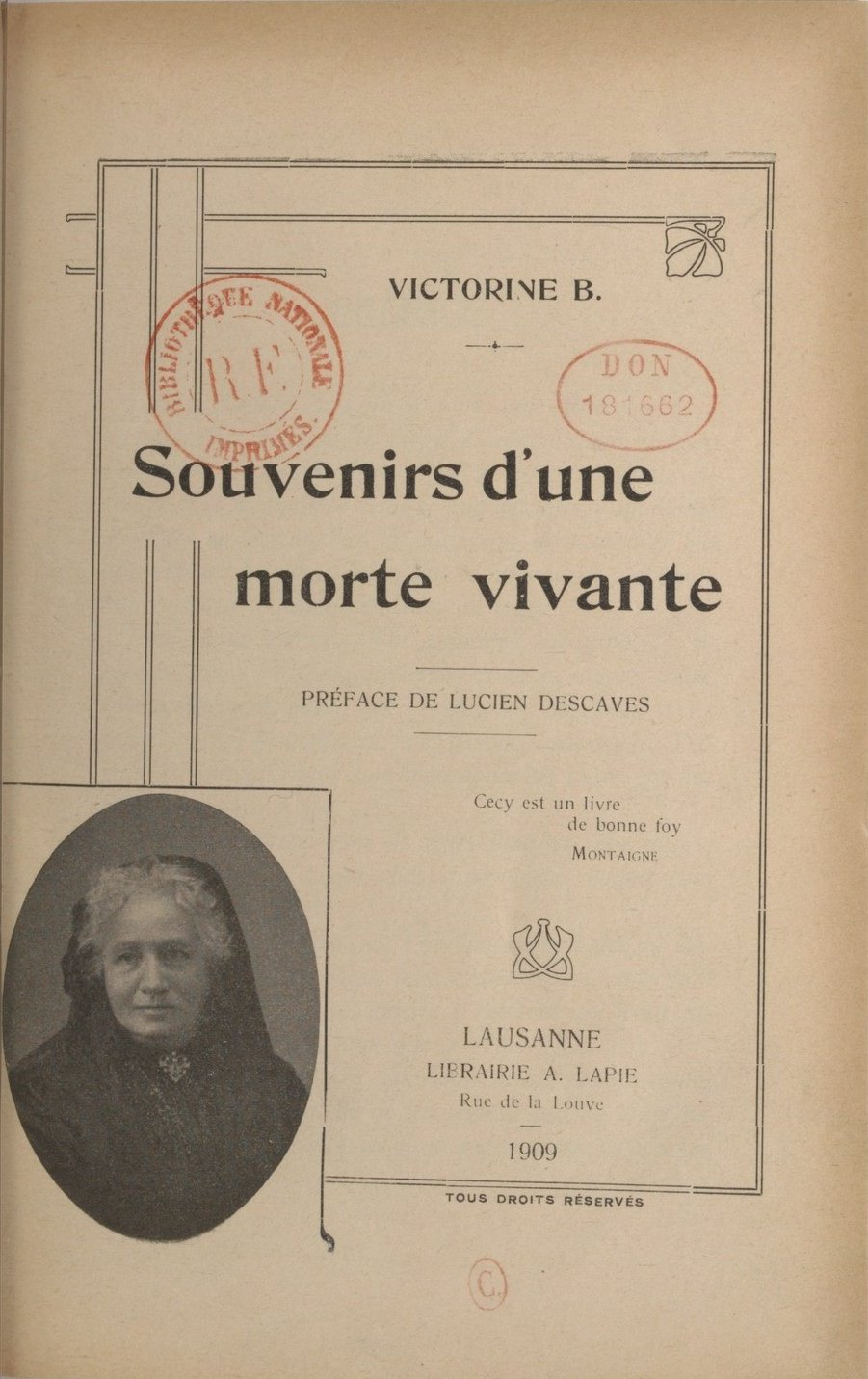
Victorine Brocher, Souvenirs d'une morte vivante, 1909.

- Souvenirs d'une morte vivante (préf. Lucien Descaves, postface François Maspero), La Découverte, coll. « (Re)Découverte. Documents et témoignages », 2002, 246 p. (ISBN 2-7071-3679-4, BNF 38802940)Fac-similé de l'édition de Maspero.
- Souvenirs d'une morte vivante : Une femme dans la commune de 1871 (préf. Lucien Descaves, postface Michèle Riot-Sarcey), Libertalia, mai 2017, 350 p. (ISBN 978-2-37729-005-5, BNF 45358504, présentation en ligne, lire en ligne).
- 1848-1851 1870-1871 : Souvenirs d'une morte vivante (postface Pierre-Yves Ruff), Theolib, avril 2021, 242 p. (ISBN 978-2-36500-195-3).